# Ixodes gregsoni
Ixodes gregsoni este o specie de căpușe din genul Ixodes, familia Ixodidae, descrisă de Lindquist, Wu și James H. Redner în anul 1999. Conform Catalogue of Life specia Ixodes gregsoni nu are subspecii cunoscute.